# Ухтохма (село)
Ухто́хма — село в Лежневском районе Ивановской области, административный центр Лежневского сельского поселения.

## География
Ухтохма примыкает с запада к районному центру Лежнево, через село проходит дорога к автотрассе М7 Иваново-Владимир.
Климат окрестностей — умеренно континентальный с теплым летом и умеренно-холодной снежной зимой.
В состав села входят улицы Октябрьская, Урожайная, Совхозная, Московская. Всего более 55 домов.

## История
Село Ухтохма возникло как посёлок центральной усадьбы совхоза «Лежневский».
В 1981 году Указом Президиума Верховного Совета РСФСР посёлок центральной усадьбы совхоза «Лежневский» переименован в Ухтохма.
До 28 августа 1985 года являлось центром Лежневского сельсовета, после чего вместе с сельсоветом передано в состав Лежневского района.
С 25 февраля 2005 года административный центр Лежневского сельского поселения.. В 1991 и 1992 годы  совхоз «Лежневский» построил три 12-ти квартирных дома. В 1998 году после реконструкции введён в эксплуатацию молокозавод.

## Население
| 2010 |
| ---- |
| 440  |

## Инфраструктура
Есть детский сад (не действующий), магазин. Жилой сектор газифицирован. Водоснабжение от артезианских скважин. Централизованная канализация.

## Промышленность
Молокозавод, цех по производству формованных полипропиленовых изделий, автотранспортное предприятие, пилорама.